# Унчукатль
Унчукатль — село в Лакском районе Дагестана. Административный центр сельского поселения «Сельсовет „Унчукатлинский“».

## Географическое положение
Расположено на реке Ухрахалилрат (бассейн реки Казикумухское Койсу, на склоне горы Сунал-баку, в 6 км к северо-востоку от районного центра села Кумух.

## Население
| 1895 | 1926 | 1939 | 1970 | 1989 | 2002 | 2010 |
| ---- | ---- | ---- | ---- | ---- | ---- | ---- |
| 1061 | ↘788 | ↗934 | ↘542 | ↘273 | ↗368 | ↗451 |
| 2021 |      |      |      |      |      |      |
| ↗501 |      |      |      |      |      |      |

## Известные уроженцы
- Мамаев, Загиди Мамаевич (1935—2015) — доктор технических наук, профессор, действительный член Российской инженерной академии. Лауреат премии Совета Министров СССР (1984)[9].